# Southern Cross Classic 1988
Southern Cross Classic 1988 — жіночий тенісний турнір, що проходив на відкритих кортах з твердим покриттям в Аделаїді (Австралія). Належав до турнірів 5-ї категорії в рамках Туру WTA 1989. Тривав з 28 листопада до 4 грудня 1988 року.

## Фінальна частина

### Одиночний розряд
Яна Новотна —  Яна Поспішилова 7–5, 6–4
- Для Новотної це був 7-й титул за сезон і 11-й — за кар'єру.

### Парний розряд
Сільвія Ганіка /  Клаудія Коде-Кільш —  Лорі Макніл /  Яна Новотна 7–5, 6–7, 6–4
- Для Ганіки це був єдиний титул за сезон і 4-й — за кар'єру. Для Коде-Кільш це був 2-й титул за сезон і 30-й — за кар'єру.

Шаблон:Турніри Southern Cross Classic